# Spirit of Ecstasy

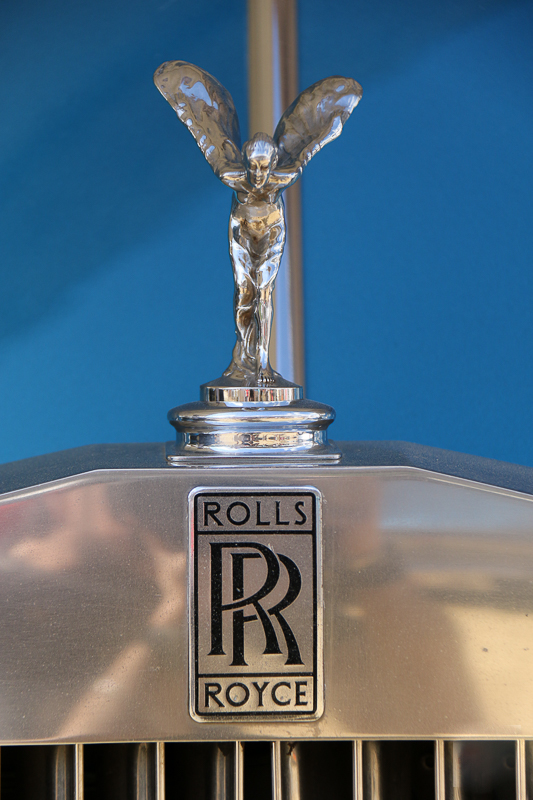
Lo Spirit of Ecstasy

Spirit of Ecstasy (Spirito dell'estasi) è il nome della caratteristica statuetta posta sul radiatore delle automobili Rolls-Royce. Rappresenta una figura femminile piegata in avanti, con le braccia distese all'indietro e verso l'alto: le vesti gonfiate dal vento danno alle braccia l'aspetto di ali. In origine era chiamata Spirit of Speed ("Spirito della velocità").
Nei primi tempi dello sviluppo automobilistico era consuetudine, in particolare per i maggiormente abbienti, adornare con una mascotte il tappo (allora esterno) del radiatore del veicolo appena acquistato, anche ad uso scaramantico; e proprio da questa abitudine ha origine la storia della famosa statuetta.
Apparsa per la prima volta il 6 febbraio 1911, è stata disegnata da Charles Robinson Sykes e probabilmente modellata sulle forme di Eleanor Velasco Thornton, segretaria e probabile amante di John Walter Edward Douglas-Scott-Montagu, secondo Barone Montagu di Beaulieu, a sua volta amico di Sykes e tra i primi entusiasti delle automobili, che commissionò la statua per adornare la Rolls-Royce di sua proprietà. Claude Johnson, della Casa Rolls-Royce, descrisse come Sykes avesse tentato di rendere l'immagine dello «spirito dell'estasi, che ha scelto il viaggiare sulle strade come piacere supremo... che esprime il proprio appassionato godimento, con le braccia distese e lo sguardo fisso sulla distanza da percorrere».
La statuetta è stata anche soprannominata ironicamente Nelly in her Nighty ("Nelly in camicia da notte"), o semplicemente Emily, nome con cui era anche conosciuta Eleanor Velasco Thornton. Fino al 1914 la statuetta era placcata di argento, attualmente è fabbricata in una lega a base di nickel; a partire dal 1980, con la presentazione della Silver Spirit, le automobili più recenti dispongono di un sistema di protezione dello "Spirito dell'estasi", che si ritrae all'interno dell'alloggiamento del radiatore se vi è un tentativo di forzarlo dalla sua posizione.
Vi è da notare che lo Spirit of Ecstasy fa parte delle poche "mascotte" apposte sui radiatori che sono sopravvissute pressoché invariate per quasi un secolo, accomunabile forse solo alla Flying B della Bentley, il giaguaro della Jaguar e la celebre stella a tre punte, distintiva della Mercedes-Benz.